# Senan
Senan – miejscowość i gmina we Francji, w regionie Burgundia-Franche-Comté, w departamencie Yonne.
Według danych na rok 1990 gminę zamieszkiwało 667 osób, a gęstość zaludnienia wynosiła 38 osób/km² (wśród 2044 gmin Burgundii Senan plasuje się na 358. miejscu pod względem liczby ludności, natomiast pod względem powierzchni na miejscu 538.).